# Sony Cyber-shot DSC-H2
Le Cyber-shot DSC-H2 est un appareil photographique numérique de type bridge fabriqué par Sony.
L'appareil offre une définition maximum de 6 mégapixels, et possède un zoom optique de 12x.
Il a été mis sur le marché en février 2006 et a remplacé le DSC-H1, modèle très similaire si ce n'est par une définition du capteur CCD de 6 mégapixels à comparer aux 5,1 mégapixels du H1.
Sony sort pratiquement en même temps le modèle DSC-H5, modèle strictement identique si ce n'est la définition du capteur de 7,2 mégapixels, un écran de 3 pouces et le processeur de traitement d'image différents.

## Caractéristiques
- Capteur CCD 1/2,5 pouces : 6 millions de pixels
- Zoom optique : 12x, numérique : 2x
  - Distance focale équivalence 35 mm : 36-432 mm
  - Ouverture maximale de l'objectif : F/2,8-F/3,7
  - Stabilisateur optique Super Steady Shot
- Vitesse d'obturation : Manuelle: 30 à 1/1000 seconde - Auto: 1/4 à 1/2000 seconde
- Sensibilité : ISO 80 à ISO 1000
- Vidéo : 640x480 à 30 images/s
- Stockage : Memory Stick Duo et Memory Stick Pro Duo, mémoire interne: 30 Mo
- Connectique : USB 2.0, sortie AV/TV
- Compatible PictBridge
- Écran LCD de 2 pouces
- Batteries (2) AA rechargeable NiMH et chargeur
- Poids: 389 g - 490 g avec batterie - 537 g avec accessoires